# Кріп Євген Михайлович
Євген Михайлович Кріп (нар. 27 січня 1948, Жовква — пом. 3 серпня 2016, Чернігів) — український художник; член Спілки радянських художників України з 1987 року.

## Біографія
Народився 27 січня 1948 року в місті Жовкві (нині Львівська область, Україна). Упродовж 1966—1971 років навчався у Львівському державному інституті прикладного та декоративного мистецтва, де його викладачами були зокрема Роман Сельський, Еммануїл Мисько, Володимир Овсійчук. На кафедрі художнього скла, під керівництвом Романа Сельського, на відмінно захистив дипломну роботу — вітраж для фойє спортивного корпусу Львівського ордена Леніна політехнічного інституту.
Після здобуття фахової освіти був на творчій роботі. 1993 року став лауреатом премії Чернігівського обласного відділення Українського фонду культури як «людина року». Протягом 2001—2007 років викладав у Чернігівській дитячій художній школі. Жив у Чернігові, в будинку на вулиці Рокоссовського, № 18б, квартира, № 48. Помер в Чернігові 3 серпня 2016 року

## Творчість
Працював у галузі станкової графіки, станкового і монументального живопису. У стилях реалізму і символізму створював пейзажі, натюрморти, ню, настінні розписи. Серед робіт:
графіка
- «Квіти – мої діти» (1975);
- «Седнів. Козацька церква» (1986);
- «Понад Сновом» (1987);
- «Сутінки. Снігопад» (1988);
- «Зима. Седнів» (1997);
- «Блакитний натюрморт» (1998);
- «Натюрморт із білим горщиком» (1999);
- «Ню» (2000; 2007);
- «Весна» (2001);
- «Надвечір'я» (2005);
- «Таємна вечеря» (2006);
- «Богородиця» (2006; 2007);
- диптих «Озеро» (2007);
- «Шлях» (2008);
- «Венеція» (2008);
- «Перші грози» (2008);
- «Львів. Чорна кам'яниця» (2008);
- диптих «Квіти» (2008);\

живопис
- «Яблуня цвіте» (1976);
- «Земля (Олександру Довженку присвячується)» (1987);
- «Українка» (1991);
- диптих «Козак і молодиця» (1991);
- диптих «Український вузол» (1991);
- «Удвох» (1992);
- «Спогад про літо» (1995);
- «Архетип» (1996);
- «Архангел» (1998);
- «Ранок на Дніпрі» (2000);
- диптих «Янгол ночі» (2001);
- «Сірий натюрморт» (2007);
- «Гніздо» (2007);
- «Спаський собор» (2007);
- «За Дніпром» (2008).

розписи
- «Три сестри» (Чернігівський залізничний вокзал, 1977);
- «Місто студентів» (гуртожиток Чернігівського педагогічного університету, 1978);
- «Осінні ритми» (кафе Чернігівського технологічного університету, 1979);
- «Перші дні осінні» (гуртожиток Чернігівського заводу радіоприладів, 1982);
- рельєф «Ритми» (кафе Чернігівського педагогічного університету, 1984);
- «Театр» (Чернігівський дитячий клуб «Прометей», 1985);
- цикл за творчістю Миколи Гоголя (Ніжинський державний університет імені Миколи Гоголя, 1984–1986).